# FIFA-Konföderationen-Pokal 2009/Gruppe B
Dieser Artikel umfasst die Spiele der Vorrundengruppe B beim FIFA-Konföderationen-Pokal 2009 mit allen statistischen Details.
| Pl. | Land      | Sp. | S | U | N | Tore    | Diff. | Punkte |
| --- | --------- | --- | - | - | - | ------- | ----- | ------ |
| 1.  | Brasilien | 3   | 3 | 0 | 0 | 010:300 | +7    | 09     |
| 2.  | USA       | 3   | 1 | 0 | 2 | 004:600 | −2    | 03     |
| 3.  | Italien   | 3   | 1 | 0 | 2 | 003:500 | −2    | 03     |
| 4.  | Ägypten   | 3   | 1 | 0 | 2 | 004:700 | −3    | 03     |

## Brasilien – Ägypten 4:3 (3:1)
| Brasilien                                                       | Brasilien | Ägypten | Ägypten |
| --------------------------------------------------------------- | --- | --- | ------- |
| Brasilien                                                       | \| 15. Juni 2009 um 16:00 Uhr in Bloemfontein (Free-State-Stadion) \| \| Zuschauer: 27.851 \| \| Schiedsrichter: Howard Webb ( England) \|                                                   | \| 15. Juni 2009 um 16:00 Uhr in Bloemfontein (Free-State-Stadion) \| \| Zuschauer: 27.851 \| \| Schiedsrichter: Howard Webb ( England) \| | Ägypten |
| Brasilien                                                       | Júlio César – Dani Alves, Lúcio , Juan, Kléber (83. André Santos) – Gilberto Silva – Felipe Melo, Elano (62. Ramires) – Kaká – Robinho (62. Alexandre Pato), Luís Fabiano Cheftrainer: Dunga | Essam El-Hadary – Sayed Moawad, Wael Gomaa, Hany Said, Ahmed Said, Ahmed Fathy – Ahmed Hassan (51. Ahmed Eid Abdel Malek), Mohamed Shawky, Hosni Abd-Rabou (75. Ahmed Al-Muhamadi) – Mohamed Abo Treka, Mohamed Zidan Cheftrainer: Hassan Shehata | Ägypten |
| Brasilien                                                       | 1:0 Kaká (5.) 2:1 Luís Fabiano (12.) 3:1 Juan (37.) 4:3 Kaká (90., Handelfmeter) | 1:1 Zidan (9.) 3:2 Shawky (54.) 3:3 Zidan (55.) | Ägypten |
| Brasilien                                                       | Moawad | | Ägypten |
| Brasilien                                                       | Al-Muhamadi (89., absichtliches Handspiel) | | Ägypten |
| 15. Juni 2009 um 16:00 Uhr in Bloemfontein (Free-State-Stadion) | | |         |
| Zuschauer: 27.851                                               | | |         |
| Schiedsrichter: Howard Webb ( England)                          | | |         |

## USA – Italien 1:3 (1:0)
| USA                                                              | USA | Italien | Italien |
| ---------------------------------------------------------------- | --- | --- | ------- |
| USA                                                              | \| 15. Juni 2009 um 20:30 Uhr in Pretoria (Loftus-Versfeld-Stadion) \| \| Zuschauer: 34.341 \| \| Schiedsrichter: Pablo Pozo ( Chile) \| | \| 15. Juni 2009 um 20:30 Uhr in Pretoria (Loftus-Versfeld-Stadion) \| \| Zuschauer: 34.341 \| \| Schiedsrichter: Pablo Pozo ( Chile) \| | Italien |
| USA                                                              | Tim Howard – Jonathan Bornstein (86. Sacha Klještan), Oguchi Onyewu, Jay DeMerit, Jonathan Spector – Ricardo Clark, Michael Bradley, Benny Feilhaber (72. DaMarcus Beasley), Landon Donovan , Clint Dempsey – Jozy Altidore (66. Charlie Davies) Cheftrainer: Bob Bradley | Gianluigi Buffon – Gianluca Zambrotta, Nicola Legrottaglie, Giorgio Chiellini, Fabio Grosso – Gennaro Gattuso (57. Giuseppe Rossi), Andrea Pirlo, Daniele De Rossi – Mauro Camoranesi (57. Riccardo Montolivo) – Vincenzo Iaquinta, Alberto Gilardino (69. Luca Toni) Cheftrainer: Marcello Lippi | Italien |
| USA                                                              | 1:0 Donovan (41., Foulelfmeter) | 1:1 Rossi (58.) 1:2 De Rossi (72.) 1:3 Rossi (90.+4') | Italien |
| USA                                                              | Bornstein | Legrottaglie, Grosso | Italien |
| USA                                                              | Clark (33., grobes Foulspiel) | | Italien |
| 15. Juni 2009 um 20:30 Uhr in Pretoria (Loftus-Versfeld-Stadion) | | |         |
| Zuschauer: 34.341                                                | | |         |
| Schiedsrichter: Pablo Pozo ( Chile)                              | | |         |

## USA – Brasilien 0:3 (0:2)
| USA                                                              | USA | Brasilien | Brasilien |
| ---------------------------------------------------------------- | --- | --- | --------- |
| USA                                                              | \| 18. Juni 2009 um 16:00 Uhr in Pretoria (Loftus-Versfeld-Stadion) \| \| Zuschauer: 39.617 \| \| Schiedsrichter: Massimo Busacca ( Schweiz) \| | \| 18. Juni 2009 um 16:00 Uhr in Pretoria (Loftus-Versfeld-Stadion) \| \| Zuschauer: 39.617 \| \| Schiedsrichter: Massimo Busacca ( Schweiz) \|                                             | Brasilien |
| USA                                                              | Tim Howard – Jonathan Bornstein, Jay DeMerit, Oguchi Onyewu, Jonathan Spector – DaMarcus Beasley (46. Conor Casey), Michael Bradley, Sacha Klještan, Landon Donovan , Clint Dempsey – Jozy Altidore (60. Benny Feilhaber) Cheftrainer: Bob Bradley | Júlio César – Maicon, Lúcio (70. Luisão), Miranda, André Santos – Gilberto Silva – Felipe Melo, Ramires – Kaká (69. Júlio Baptista) – Robinho, Luís Fabiano (69. Nilmar) Cheftrainer: Dunga | Brasilien |
| USA                                                              | 0:1 Felipe Melo (7.) 0:2 Robinho (20.) 0:3 Maicon (62.) | | Brasilien |
| USA                                                              | Onyewu | | Brasilien |
| USA                                                              | Kljestan (57., grobes Foulspiel) | | Brasilien |
| 18. Juni 2009 um 16:00 Uhr in Pretoria (Loftus-Versfeld-Stadion) | | |           |
| Zuschauer: 39.617                                                | | |           |
| Schiedsrichter: Massimo Busacca ( Schweiz)                       | | |           |

## Ägypten – Italien 1:0 (1:0)
| Ägypten                                                         | Ägypten | Italien | Italien |
| --------------------------------------------------------------- | --- | --- | ------- |
| Ägypten                                                         | \| 18. Juni 2009 um 20:30 Uhr in Johannesburg (Ellis-Park-Stadion) \| \| Zuschauer: 52.150 \| \| Schiedsrichter: Martin Hansson ( Schweden) \| | \| 18. Juni 2009 um 20:30 Uhr in Johannesburg (Ellis-Park-Stadion) \| \| Zuschauer: 52.150 \| \| Schiedsrichter: Martin Hansson ( Schweden) \| | Italien |
| Ägypten                                                         | Essam El-Hadary – Sayed Moawad (69. Ahmed Farag), Wael Gomaa, Hani Said, Ahmed Said, Ahmed Fathy (80. Ahmed Hassan) – Mohamed Homos, Mohamed Shawky, Hosni Abd-Rabou, Mohamed Abo Treka – Mohamed Zidan (57. Ahmed Eid Abdel Malek) Cheftrainer: Hassan Shehata | Gianluigi Buffon – Gianluca Zambrotta, Giorgio Chiellini, Fabio Cannavaro , Fabio Grosso – Gennaro Gattuso (58. Riccardo Montolivo), Andrea Pirlo, Daniele De Rossi – Giuseppe Rossi (58. Luca Toni), Vincenzo Iaquinta, Fabio Quagliarella (64. Simone Pepe) Cheftrainer: Marcello Lippi | Italien |
| Ägypten                                                         | 1:0 Homos (40.) | | Italien |
| Ägypten                                                         | Eid, El-Hadary, Gomaa | | Italien |
| 18. Juni 2009 um 20:30 Uhr in Johannesburg (Ellis-Park-Stadion) | | |         |
| Zuschauer: 52.150                                               | | |         |
| Schiedsrichter: Martin Hansson ( Schweden)                      | | |         |

## Italien – Brasilien 0:3 (0:3)
| Italien                                                          | Italien | Brasilien | Brasilien |
| ---------------------------------------------------------------- | --- | --- | --------- |
| Italien                                                          | \| 21. Juni 2009 um 20:30 Uhr in Pretoria (Loftus-Versfeld-Stadion) \| \| Zuschauer: 41.195 \| \| Schiedsrichter: Benito Archundia ( Mexiko) \| | \| 21. Juni 2009 um 20:30 Uhr in Pretoria (Loftus-Versfeld-Stadion) \| \| Zuschauer: 41.195 \| \| Schiedsrichter: Benito Archundia ( Mexiko) \|                                     | Brasilien |
| Italien                                                          | Gianluigi Buffon – Gianluca Zambrotta, Giorgio Chiellini, Fabio Cannavaro , Andrea Dossena – Daniele De Rossi, Andrea Pirlo, Riccardo Montolivo (46. Simone Pepe) – Mauro Camoranesi – Vincenzo Iaquinta (38. Giuseppe Rossi), Luca Toni (57. Alberto Gilardino) Cheftrainer: Marcello Lippi | Júlio César – Maicon, Lúcio , Juan (24. Luisão), André Santos – Gilberto Silva (84. Kléberson) – Felipe Melo, Ramires (86. Josué) – Kaká – Robinho, Luís Fabiano Cheftrainer: Dunga | Brasilien |
| Italien                                                          | 0:1 Luís Fabiano (37.) 0:2 Luís Fabiano (43.) 0:3 Dossena (45., Eigentor) | | Brasilien |
| Italien                                                          | Chiellini, Dossena | | Brasilien |
| 21. Juni 2009 um 20:30 Uhr in Pretoria (Loftus-Versfeld-Stadion) | | |           |
| Zuschauer: 41.195                                                | | |           |
| Schiedsrichter: Benito Archundia ( Mexiko)                       | | |           |

## Ägypten – USA 0:3 (0:1)
| Ägypten                                                           | Ägypten | USA | USA |
| ----------------------------------------------------------------- | --- | --- | --- |
| Ägypten                                                           | \| 21. Juni 2009 um 20:30 Uhr in Rustenburg (Royal-Bafokeng-Stadion) \| \| Zuschauer: 23.140 \| \| Schiedsrichter: Michael Hester ( Neuseeland) \| | \| 21. Juni 2009 um 20:30 Uhr in Rustenburg (Royal-Bafokeng-Stadion) \| \| Zuschauer: 23.140 \| \| Schiedsrichter: Michael Hester ( Neuseeland) \|                                                                                              | USA |
| Ägypten                                                           | Essam El-Hadary – Ahmed Farag, Wael Gomaa, Hany Said, Ahmed Fathy (56. Ahmed Said) – Hosni Abd-Rabou, Mohamed Shawky, Ahmed Al-Muhamadi, Mohamed Abo Treka – Ahmed Eid Abdel Malek (50. Ahmed Hassan), Ahmed Abdel-Ghani (62. Mohamed Abou Greisha) Cheftrainer: Hassan Shehata | Brad Guzan – Jonathan Bornstein, Jay DeMerit, Oguchi Onyewu, Jonathan Spector – Ricardo Clark, Michael Bradley, Landon Donovan , Clint Dempsey – Jozy Altidore (69. Benny Feilhaber), Charlie Davies (82. Conor Casey) Cheftrainer: Bob Bradley | USA |
| Ägypten                                                           | 0:1 Davies (21.) 0:2 Bradley (63.) 0:3 Dempsey (71.) | | USA |
| Ägypten                                                           | Al-Muhamadi | Spector, Bradley | USA |
| 21. Juni 2009 um 20:30 Uhr in Rustenburg (Royal-Bafokeng-Stadion) | | |     |
| Zuschauer: 23.140                                                 | | |     |
| Schiedsrichter: Michael Hester ( Neuseeland)                      | | |     |